# Xilit
A xilit (az ógörög ξύλον xylon ’fa (anyag)’ + -it ’cukoralkoholok jelölésére szolgáló végződés’ összetétele) a xilóz nevű aldopentózból származtatható cukoralkohol, amit édesítőszernek használnak. Felfedezhető a zöldségekben, gyümölcsökben, sőt maga az emberi test is termeli. Nagyobb mennyiségben hemicellulóz tartalmú növényi rostból állítják elő. Nyírfacukor néven is ismert, ami egy fantázianév a xilitre, és arra utal, hogy a xilitet először nyírfából vonták ki, neve ellenére azonban ez is kukoricarostból készül.
A glikémiás indexe jóval alacsonyabb (GI=12), mint a cukoré, így cukorbetegek számára is ideálisabb édesítőszer.

## Tulajdonságai
Színtelen, szilárd anyag. Vízben, etanolban, piridinben jól oldódik. A xilit molekulája a legtöbb cukoralkohollal ellentétben akirális.

## Előállítása
A xilit természetesen előfordul egyes gyümölcsökben és zöldségekben, azonban az ezekből történő kivonása nem gazdaságos. Az ipari méretű gyártás xilózból történik.
A xilit gyártása során hemicellulóztartalmú mezőgazdasági vagy erdészeti alapanyagokból indulnak ki. A hemicellulóz egy gyűjtőnév, mely kémiailag nem egységes heteropoliszaharidokat takar, amelyekben a monomerek különféle cukrok (a xilóz mellett mannóz, galaktóz, ramnóz, arabinóz stb.) lehetnek, melyek aránya fajonként és növényi részenként változik. Xilózban gazdag néhány keményfa (nyír, bükk), a búza, rizs, zab maghéja, egyes csonthéjasok héja, a kukorica csutkája és szára valamint a cukornádbagassz. A leggyakoribb kiindulási anyag ezek közül a nyírfa és a kukoricaszár. A világ legnagyobb xilitgyártója, a dániai DuPont Danisco vállalat nyírfából kinyert xilózból állítja elő a xilitet. Aprítás után a nyersanyagot nagy nyomáson és magas hőmérsékleten sósavval hidrolizálják, az így keletkező monoszacharidokból elválasztják a xilózt.
A xilózt ezután vagy vegyi úton redukálják, vagy fermentációval alakítják xilitté. A vegyi redukció Raney-féle nikkelkatalizátoron, nagy nyomáson és magas hőmérsékleten történő hidrogénezéssel történik. Fermentációhoz különféle mikroorganizmusokat használnak, melyek a xilózt xilitté alakítják.
A xilitgyártás nagy tapasztalatot igényel, ugyanis a redukció során a xilóz mellett a többi feltárt monoszacharid (mannóz, galaktóz, arabinóz) is cukoralkohollá (mannit, galaktit, arabit) alakul, melyek közül a galaktit fogyasztása szürke hályoghoz vezethet, így a xilóz kvantitatív elválasztása kritikus. Másfelől a nikkelkatalizátoros hidrogénezés veszélyes és környezetszennyező eljárás. A kiindulási anyagok alacsony xilóztartalma miatt a technológia drága és sok hulladékot is termel, aminek elhelyezése problémát jelent: például mandulahéjból kiindulva a nyersanyag tömegének kevesebb mint 10%-a alakítható xilózzá, a visszamaradó magas lignintartalmú, viszkózus massza csak tüzelésre használható. A fermentáció során a mikroorganizmusoknak a xilóz mellett egyéb tápanyagokat is biztosítani kell, melyek költségesek, és a készterméktől szintén elválasztandók. A xilit jelenlegi piaci ára jelentősen meghaladja a háztartási finomított cukorét, annak kb. 5-15-szöröse, így továbbra is intenzív kutatások folynak alternatív előállítási módszerek irányába.
A fentiek mellett a xilit előállítható szerveskémiai totálszintézissel is, de ez szintén nem gazdaságos.

## A xilit hatása a fogakra
Több klinikai vizsgálat is igazolja, hogy a xilit kedvező hatással van a fogakra. Újabb fogászati protokollokban, mint alapvető kezelési lehetőség van jelen a xilit, illetve a nagy xilittartalmú rágók és fogkrémek. Egy amerikai szájegészséggel foglalkozó statisztikai és kutatási jelentésben a xilit a fluorid mellett szintén úgy jelenik meg, mint a fogápolás egyik alapvető eleme már gyermekkorban is. Mindez annak köszönhető, hogy a szájban megtalálható baktériumok nem képesek felhasználni szuvasodást előidéző savak termeléséhez a xilitet – öt szénatomos szerkezetéből adódóan. Végső soron tehát a xilit akár 80%–kal tudja csökkenteni a fogszuvasodás valószínűségét. Ennek köszönhetően számos fogászszövetség, valamint több ország szabályozó testülete elfogadta a xilit felhasználásával készülő – cukormentes – rágógumikat és édességeket.
A xilit hatását az alábbi területeken igazolták:
- Lepedékképződés-csökkentő hatás
- Fogszuvasodás-mérséklő hatás
- Hozzájárul az ásványi anyagok fogzománcba történő beépüléséhez
- Mérsékli a szájszárazságot

A finn Turku Egyetem tudósai a 70-es évek elején végzett kutatásai igazolják a xilit szájhigiéniában betöltött fontos szerepét. A xilit hatására nem képes megindulni a szájban az erjedés folyamata, melynek eredményeként a szájban fellelhető baktériumok sem képesek azt savvá alakítani, tehát a száj sav-bázis egyensúlya nagyobb valószínűséggel marad egyensúlyi állapotban. A szájban így megmaradó lúgos állapot kedvezőtlen a baktériumok számára – kiemelten az egyik legkárosabb hatásúnak, a streptococcusnak.
Az esti fog- és szájápolást követően alkalmazott xilit ápolja és védi a fogakat és a fogínyt, vagyis szemben a cukorral nem káros, ha éjszakára a fogakon és a szájban marad. Alkalmazásával sikeresen lehet küzdeni az apróbb fogszuvasodási foltok állapotának visszafordításában, illetve képes megállítani a fogszuvasodás folyamatát, és erősíteni a fogzománcot.

## Mellékhatásai
- 1983-ban, az ENSZ két szervezetének (WHO és FAO) közös élelmiszeradalékokkal foglalkozó bizottsága (JECFA) a xilitbevitel napi engedélyezett mennyiségét (ADI) „nem meghatározott” kategóriába sorolta. Ez azt jelenti, hogy a xilit mennyiségi korlátozás nélkül, az alkalmazási céljának megfelelő (édesítés) keretek között biztonságosan fogyasztható. A túlfogyasztás hasmenést okozhat, mert a bélben megnövekedett ozmolaritás (koncentráció) visszatartja a folyadékot, ezáltal a széklet nem tud besűrűsödni a vastagbélben (ez egyszeri 30 g feletti mennyiség elfogyasztásánál fordul elő, de a szervezet ehhez képes alkalmazkodni, így nem kizárható, hogy csak az első néhány alkalom okoz ilyen panaszokat).
- Nagy mennyiségben fogyasztva (200 g) előfordulhat ugyan hipoglikémia, de irodalmi adatok alapján ez csak kísérleti körülmények között fordult elő, normálisan a felhasznált édesítő mennyisége nem érheti el ezt az értéket.
- Fruktóz felszívódási zavarban szenvedő betegek számára egészségügyi kockázatot jelent az xilit fogyasztása, ugyanis a cukoralkoholok lassítják a fruktóz felszívódását.
- Míg emberi fogyasztásra a xilit mennyiségi korlátozás nélkül felhasználható, addig kutyákra nézve veszélyes a xilit fogyasztása, mert szervezetük hipoglikémiával reagál már 1–2 gramm xilitre is. Kisebb mennyiségű xilit májkárosodást okozhat náluk.[13]